# Irena Byrska

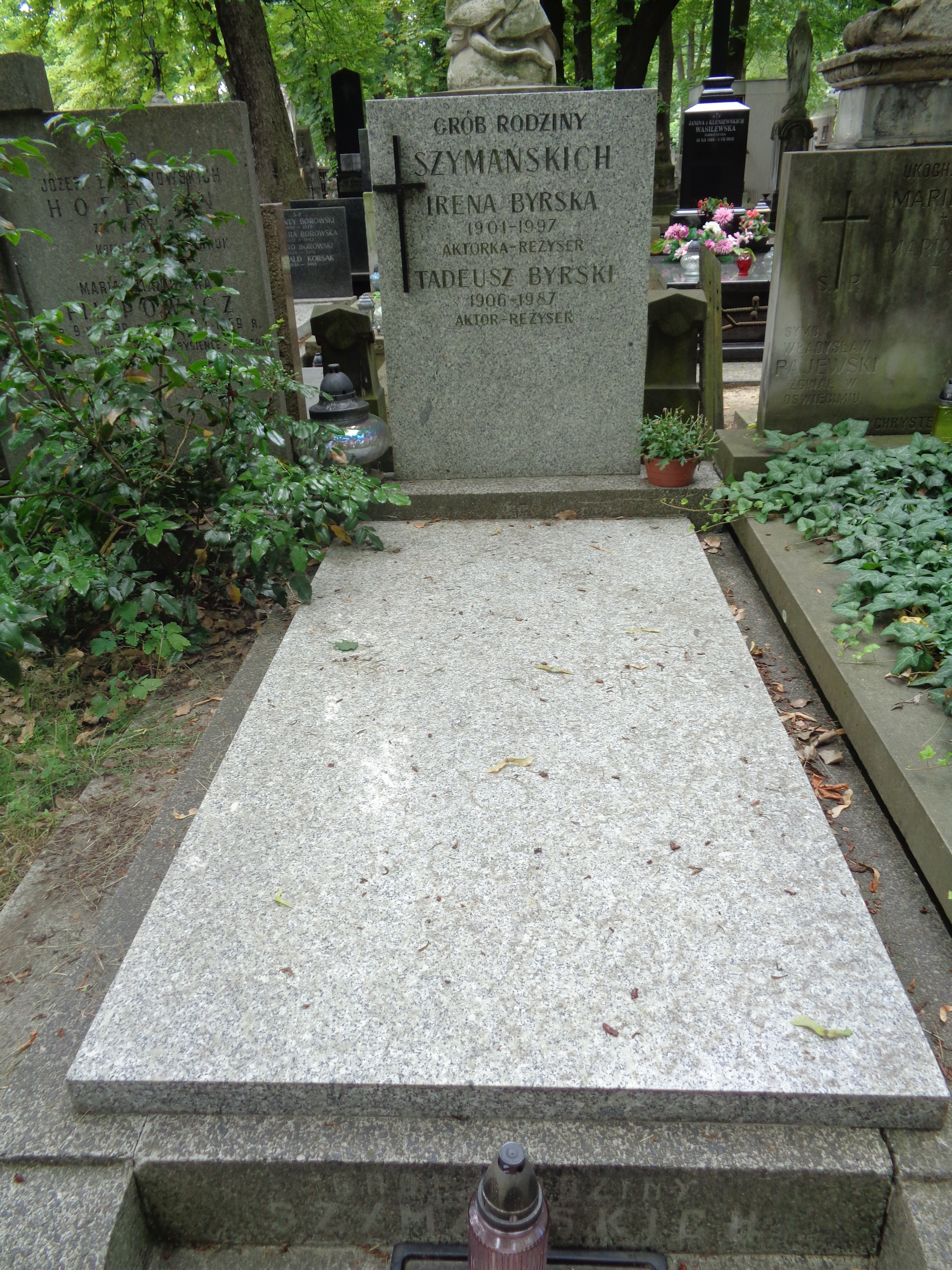
Mormântul Irenei Byrska aflat în cimitirul Powązki

Irena Byrska (n. 9 octombrie 1901, Varșovia, Imperiul Rus – d. 28 ianuarie 1997, Skolimów-Konstancin⁠(d), Mazovia, Polonia) a fost o actriță, regizoare de film și de teatru și profesoară.

## Biografie
A absolvit Universitatea de Horticultură din Varșovia. După absolvire, a lucrat ca profesoară de științe și a urmat o școală de teatru. Înainte de război a lucrat ca actriță în teatre din Riga și Vilnius. Din 1928 până în 1929 a lucrat ca actriță la Teatrul Ateneum din Varșovia. În anii 1933–1935 a fost asociată cu Teatrul Reduta, iar în anii 1935–1939 a colaborat cu Radioul Polonez din Varșovia ca actriță și regizoare. În timpul celui de-al Doilea Război Mondial, a predat cursuri secrete de teatru și a ajutat prizonierii din închisoarea Pawiak⁠(d) din Varșovia. După război, a condus un teatru în Opole, a predat cursuri la Școala de Teatru de Stat din Varșovia și a lucrat la Toruń, unde a regizat piese la Teatrul Ținutului Pomeranian (Teatrze Ziemi Pomorskiej). 
În anii 1952–1959 a lucrat ca regizoare, iar de la 1 octombrie până la 31 decembrie 1958 a fost director artistic al Teatrului Żeromskiego din Kielce. Din 13 iulie 1955 până la 31 decembrie 1958, ea a condus Studioul de Teatru (Studium Teatralnym) stabilit în acest teatru. 
În 1959 s-a mutat la Poznań. La începutul anilor 1960 a inițiat o serie de emisiuni pentru școli la Telewizja Polska (TVP). În anii 1962–1966 a fost directorul general și artistic al Teatrului Juliusz Osterwa din Gorzów Wielkopolski. Ea a cooperat ca regizoare cu teatre din Łódź, Wałbrzych, Nowa Huta, Opole, Gdynia, Gdańsk, Kielce și Poznań. Ca profesoară, a lucrat la Teatrul Guliwer din Varșovia.
În decembrie 1975, ea a fost semnatară a Scrisorii 59⁠(d) prin care a protestat împotriva modificărilor în Constituția Republicii Populare Polone. La 23 august 1980, ea s-a alăturat apelului a 64 de oameni de știință, scriitori și publiciști⁠(d) către autoritățile comuniste pentru a începe un dialog cu muncitorii greviști⁠(d). În timpul legii marțiale, ea a ajutat la multe activități ale oamenilor care lucrau în ilegalitate.
Ea a apărut, printre altele, în filmele Omul de fier al lui Andrzej Wajda, În așteptarea lui Filip al lui Józef Gębski⁠(d) și în Noroc chior al lui Krzysztof Kieślowski.
Este mama actriței Agnieszka Byrska⁠(d) și a indianistului Maria Krzysztof Byrski⁠(d). A fost soția regizorului de teatru Tadeusz Byrski, cu care a colaborat cea mai mare parte a carierei sale profesionale. Al treilea copil al lor a fost Katarzyna.
A fost înmormântată la Cimitirul Powązki din Varșovia în mormântul familiei (parcela 163-3-33). 